# Sokatengah
Sokatengah is een bestuurslaag in het regentschap Tegal van de provincie Midden-Java, Indonesië. Sokatengah telt 3945 inwoners (volkstelling 2010).